# Jochberg (Berg)
Der Jochberg liegt mit 1565 m ü. NHN Höhe in den Bayerischen Voralpen zwischen Walchen- und Kochelsee. Er war während der Würm-Eiszeit ein Nunatak, also ein Berg, dessen Gipfel ca. 150 m aus dem Eisstrom herausragte. Der Kesselberg, der Einschnitt zwischen Herzogstand und Jochberg, war ein Alpentor; hier floss ein Nebenarm des Isargletschers, der wiederum ein Seitenarm des Inntalgletschers war, in einer Höhe von ca. 1400 m ü. NHN hindurch. Die Nordseite des Jochberges ist geprägt von senkrecht stehenden Hauptdolomitplatten aus der Oberen Trias. Die Südseite besticht vor allem durch steile Grashänge.
Seinen Namen hat der Jochberg von dem Ort Altjoch am Kochelsee. Die dort ansässigen Jocher besaßen am Jochberg Weiderechte und durften dort Holz schlagen. Sie errichteten auch die Jocheralm.
Wegen seiner Aussicht auf die Umgebung ist er ein beliebter Ausflugsgipfel und gilt als leichte und auch für Familien geeignete Bergwanderung. Der Aufstieg erfolgt vom Kesselberg oberhalb Urfeld, alternativ etwas länger von Jachenau, Sachenbach am Ostufer des Walchensees oder ab Kochel. Unterhalb des Gipfels liegt auf 1382 m ü. NHN die nur im Sommer bewirtschaftete Jocheralm.
Bei klarer Sicht lässt sich nach Norden der Münchener Olympiaturm erkennen. Bei sehr guten Verhältnissen haben sich auch die Dampfwolken aus dem Kühlturm des mittlerweile abgeschalteten Kernkraftwerks Isar II ausmachen lassen. Auch im Winter wird der Jochberg viel bestiegen; in der Regel leiten auch bei mittlerer Schneehöhe festgetretene Spuren den Weg vom Kesselberg hinauf.
Der Gipfel ist seit dem 10. September 2015 vom Grundeigentümer für Gleitschirmflieger gesperrt, da diese entgegen getroffener Absprachen auch Richtung Süden starten und dadurch das Weidevieh in dem sehr steilen Südhang stören und gefährden.
In der Silvesternacht 2016 entstand auf dem Graseck, einem 1281 Meter hohen Berg rund 1,2 km nördlich des Jochbergs, ein Großbrand, der rasch einen Quadratkilometer Wald und Wiesen erfasste, worauf der Katastrophenfall ausgerufen wurde.

## Geplantes Pumpspeicherwerk
Im Februar 2013 wurden Vorüberlegungen der Energieallianz Bayern bekannt, in der Südostflanke des Jochbergs in der Mulde der Jocheralm einen Pumpspeichersee zu errichten. Am 6. September 2014 wurde bekannt, dass die Bayerische Staatsregierung das Projekt aus wirtschaftlichen Gründen nicht weiterverfolgen wird.

## Bildergalerie

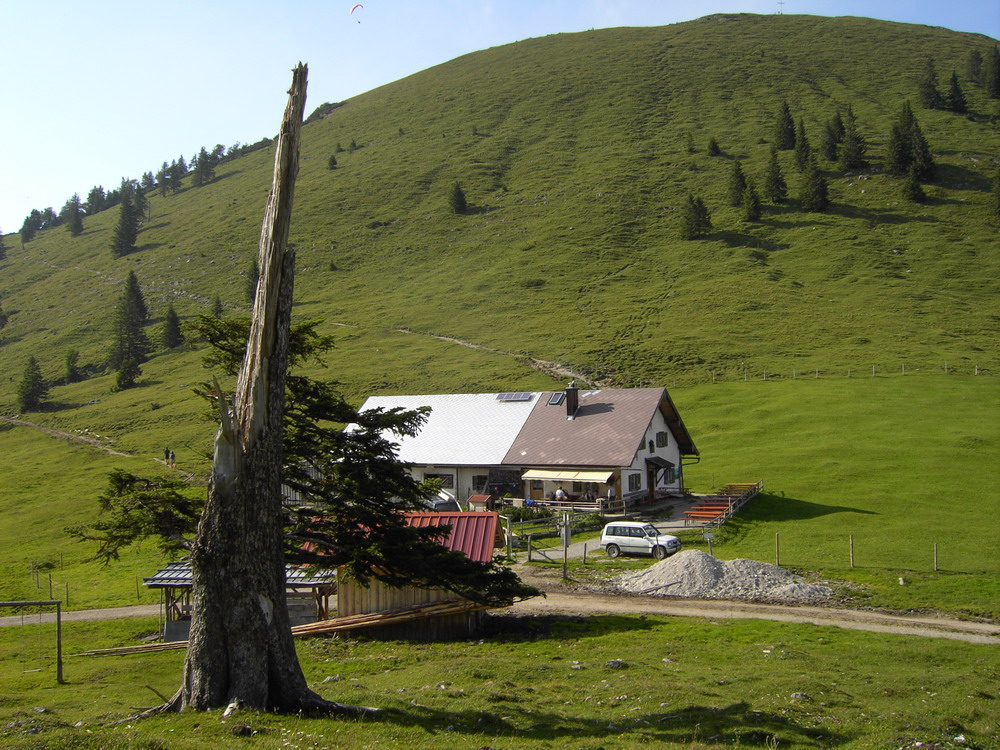
Jochberg mit Jocheralm von Süden
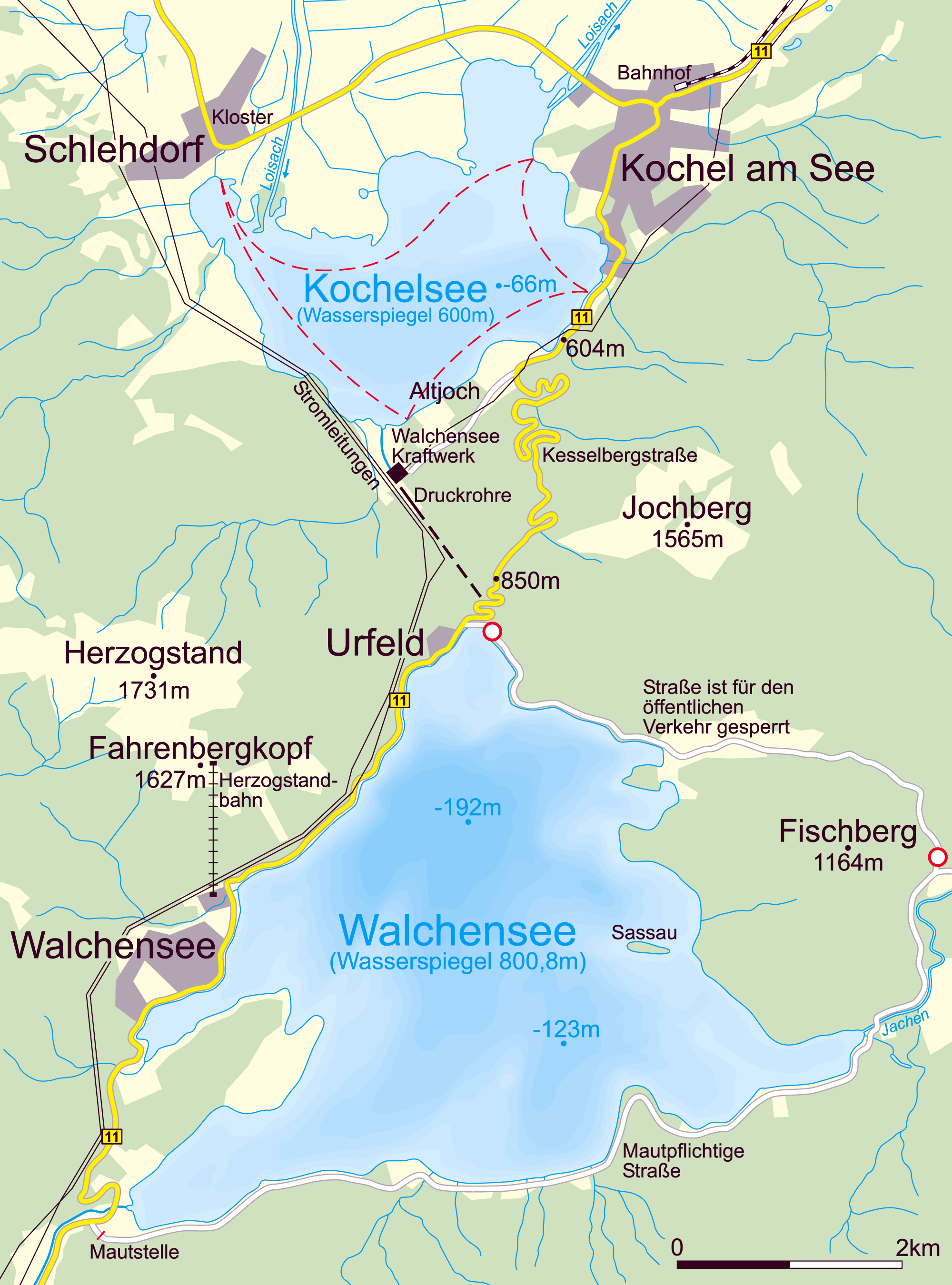
Walchensee und Kochelsee
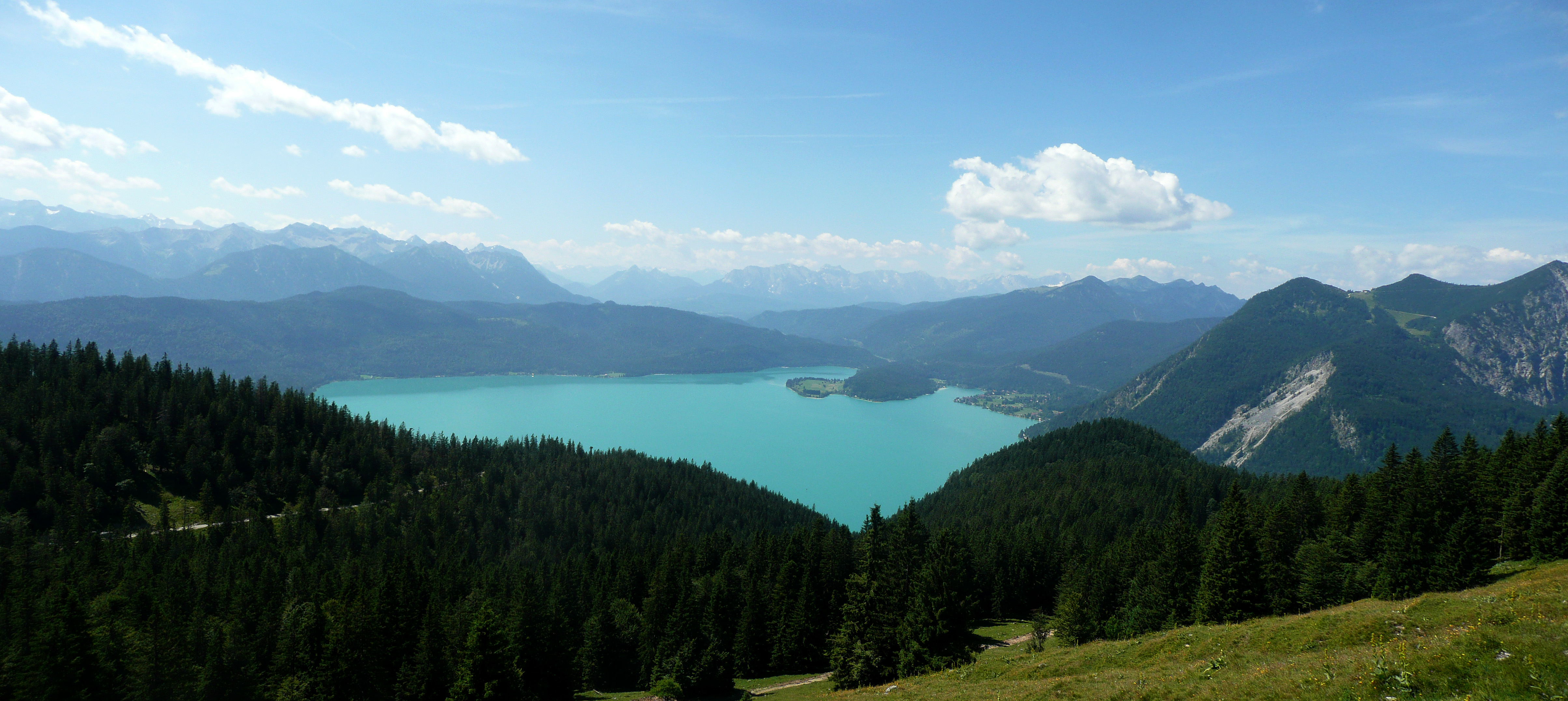
Panorama vom Jochberg nach Süden
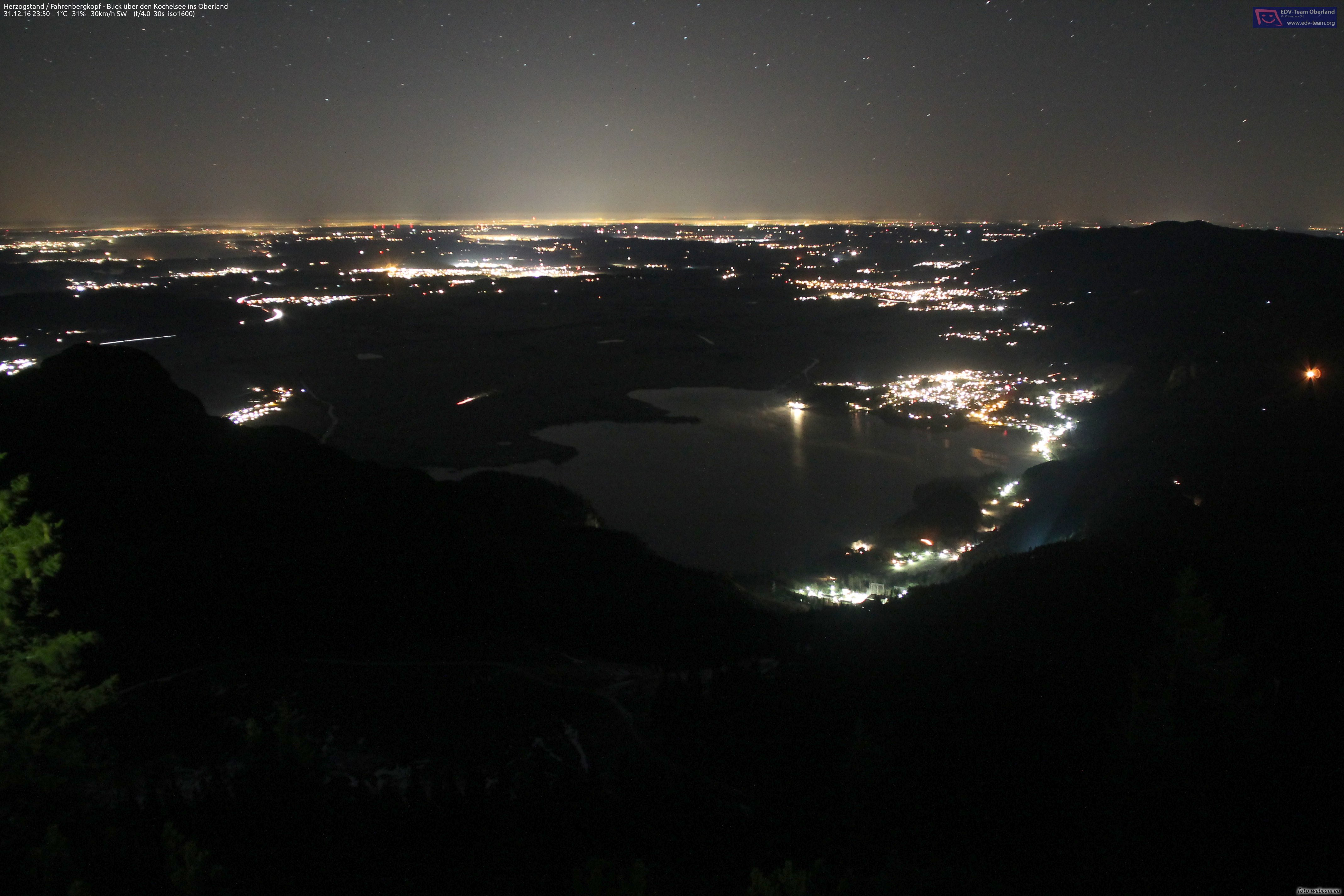
Feuerschein am Jochberg in der Silvesternacht 2016
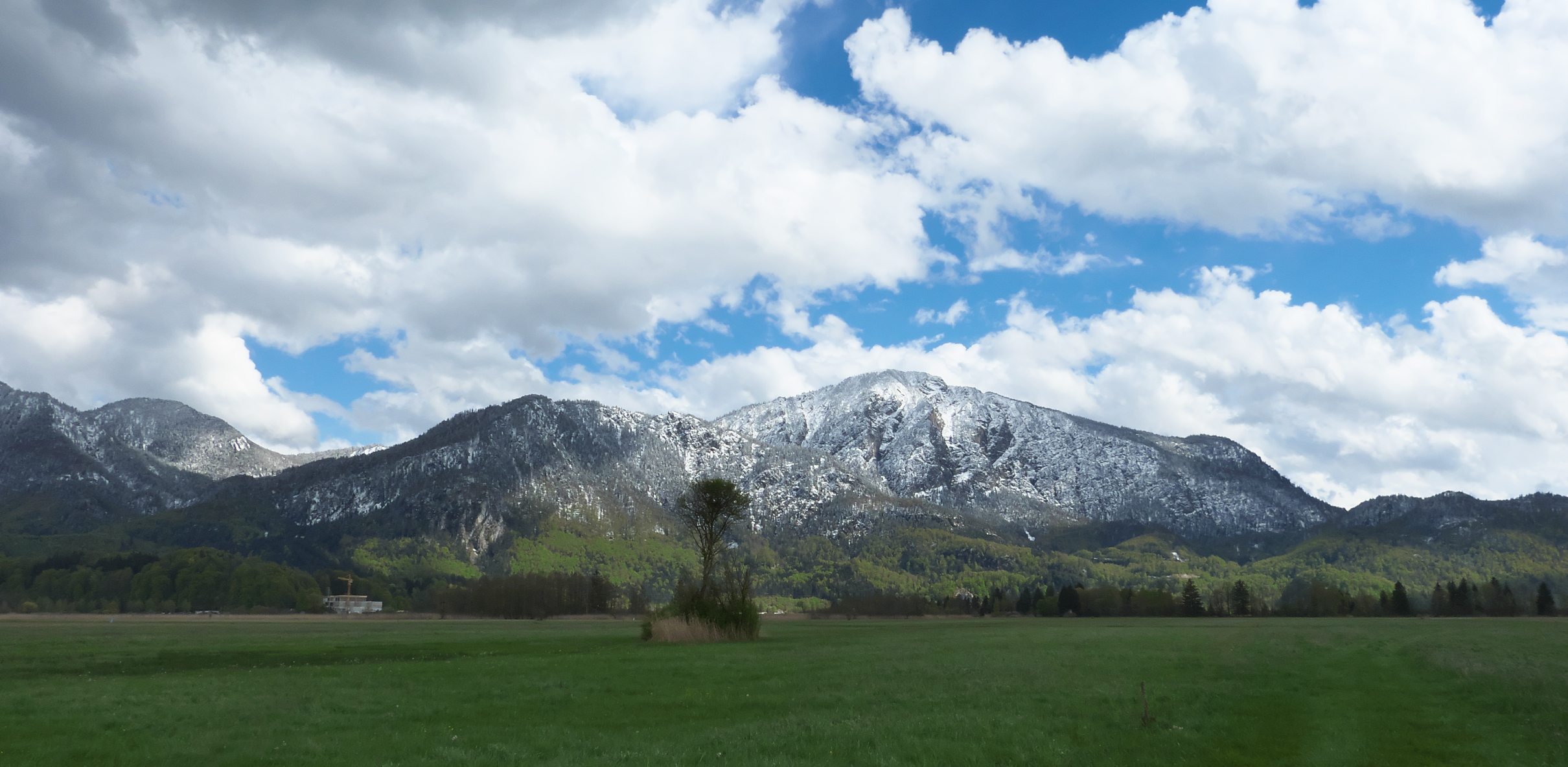
Blick über Kochelsee-Moor auf Sonnenspitz und Jochberg (rechts)